# Ileana Beltrán Zulueta
Ileana Benita Beltrán Zulueta (La Habana, 24 de mayo de 1971) es una deportista cubana que compitió en judo.
Ganó una medalla de bronce en el Campeonato Mundial de Judo de 1993, y tres medallas de oro en el Campeonato Panamericano de Judo entre los años 1990 y 1994. En los Juegos Panamericanos consiguió dos medallas de oro en los años 1991 y 1995.
Participó en los Juegos Olímpicos de Barcelona 1992 y Atlanta 1996, donde finalizó novena en ambas ediciones, en la categoría de –61 kg.

## Palmarés internacional
| Campeonato Mundial      | Campeonato Mundial        | Campeonato Mundial | Campeonato Mundial |
| Año                     | Lugar                     | Medalla            | Categoría          |
| ----------------------- | ------------------------- | ------------------ | ------------------ |
| 1993                    | Hamilton (Canadá)         | Medalla de bronce  | –61 kg             |
| Juegos Panamericanos    |                           |                    |                    |
| Año                     | Lugar                     | Medalla            | Categoría          |
| 1991                    | La Habana (Cuba)          | Medalla de oro     | –61 kg             |
| 1995                    | Mar del Plata (Argentina) | Medalla de oro     | –61 kg             |
| Campeonato Panamericano |                           |                    |                    |
| Año                     | Lugar                     | Medalla            | Categoría          |
| 1990                    | Caracas (Venezuela)       | Medalla de oro     | –61 kg             |
| 1992                    | Hamilton (Canadá)         | Medalla de oro     | –61 kg             |
| 1994                    | Santiago de Chile (Chile) | Medalla de oro     | –61 kg             |